# Józef Waluk (generał)
Józef Waluk (ur. 16 stycznia 1911 we wsi Łunna k. Grodna, zm. 29 listopada 1979 w Warszawie) – działacz komunistyczny, oficer Armii Czerwonej i Informacji Wojskowej, generał brygady LWP.

## Życiorys
Syn Waleriana i Michaliny z d. Siemieńczuk. Do 1930 skończył 4 klasy szkoły zawodowej, został technikiem-odlewnikiem i wstąpił do KZMP, a później do KPZB. W latach 1932–1933 odbył służbę wojskową w Lidzie. W 1934 aresztowany za działalność komunistyczną i skazany w Wilnie na 5 lat więzienia. 
W 1939 zwolniony z więzienia w Płocku, we wrześniu 1939 udał się do Wołkowyska zajętego przez Armię Czerwoną i został agitatorem w Tymczasowym Zarządzie Miasta i przewodniczącym komisji wyborczej do Zgromadzenia Narodowego w Mińsku. Od grudnia 1939 p.o. dyrektora fabryki odlewów żelaznych w Wołkowysku. Po ataku Niemiec na ZSRR 1941 zmobilizowany do Armii Czerwonej, został zastępcą szefa zaopatrzenia batalionu łączności 1 Brygady Wojsk Kolejowych na Froncie Zachodnim i Froncie Leningradzkim. W 1942 wstąpił do Wszechzwiązkowej Komunistycznej Partii (bolszewików). W Armii Czerwonej dosłużył się stopnia starszego porucznika. Walczył na froncie, trzykrotnie ranny. 
Po wojnie, w latach 1945-1946 pracował przy budowie linii łączności, potem został skierowany do WP w stopniu porucznika. Wstąpił do PPR. Inspektor Zarządu Informacji KBW. Od września 1946 szef Oddziału Informacji Wojsk KBW na województwo warszawskie. Od grudnia 1946 kapitan, od maja 1947 major, od grudnia 1950 podpułkownik, od jesieni 1953 pułkownik. Od XI 1947 szef oddziału informacji 1 Brygady KBW, potem szef II oddziału Zarządu Informacji KBW. W 1950 zastępca szefa Zarządu Polityczno-Wychowawczego KBW, później zastępca szefa, a od 1 I 1951 szef Zarządu Informacji KBW i WOP. 1 V 1952 - 15 II 1954 szef Zarządu Informacji Wojsk Wewnętrznych. Później był w dyspozycji dyrektora Departamentu Kadr MBP, 1954-1955 studiował w Wyższej Szkole KGB przy Radzie Ministrów ZSRR w Moskwie. Po powrocie został zastępcą dowódcy Wojsk Ochrony Pogranicza ds. zwiadu, a 1956-1965 był szefem Zarządu Zwiadu WOP. Jesienią 1963 mianowany generałem brygady. W 1971 był delegatem na VI Zjazd PZPR. W latach 1965–1967 szef Misji Polskiej w Komisji Nadzorczej Państw Neutralnych w Korei, 1967-1974 przewodniczący Polskiej Komisji Inwentaryzacji Obiektów zajmowanych przez jednostki stacjonującej w Polsce Armii Radzieckiej. We wrześniu 1974 pożegnany przez ministra obrony narodowej gen. armii Wojciecha Jaruzelskiego w związku z zakończeniem zawodowej służby wojskowej i przeniesiony w stan spoczynku. Pochowany na cmentarzu Powązki Wojskowe w Warszawie (kwatera F-7-10).

## Odznaczenia

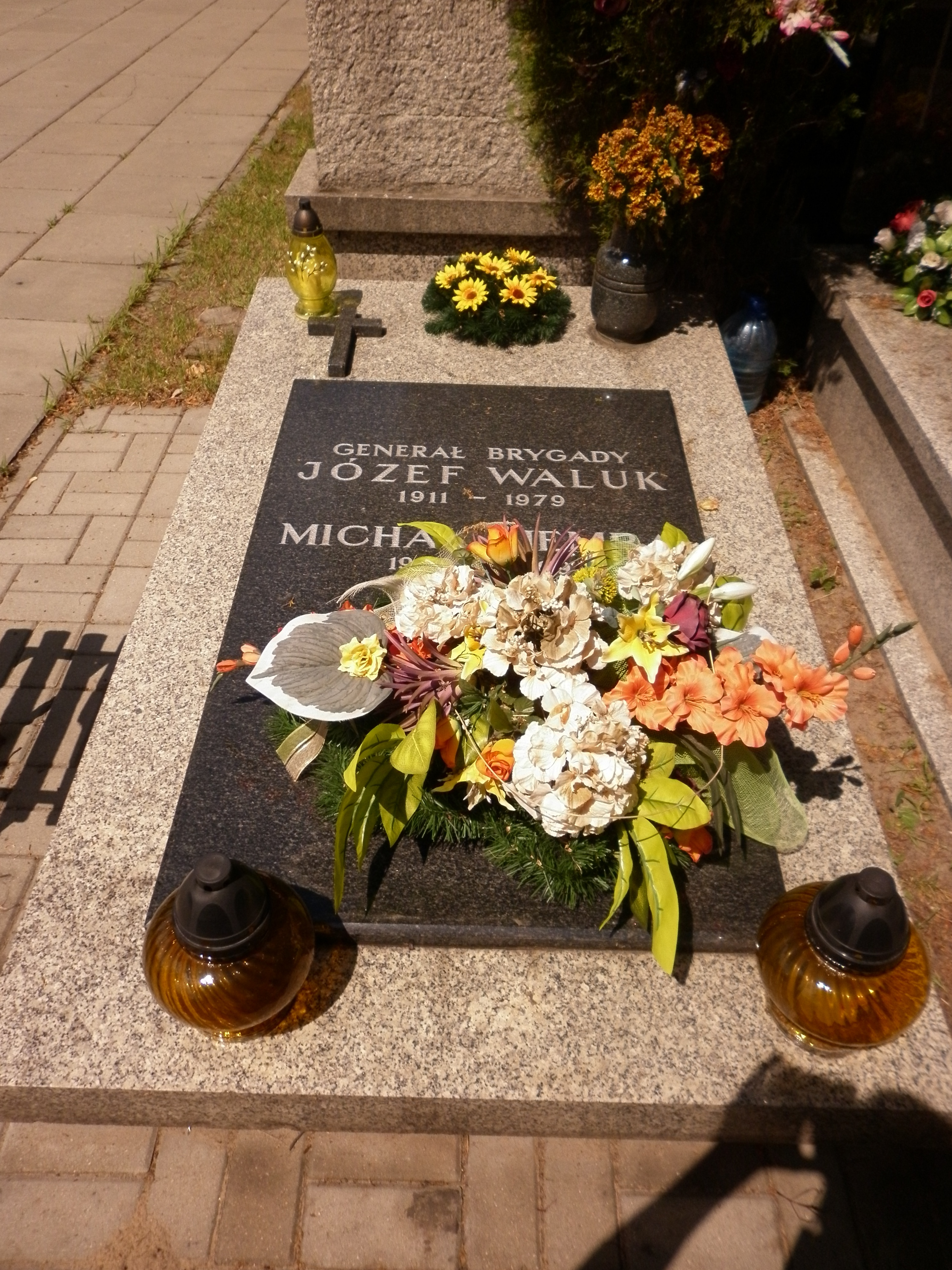
Grób Józef Waluka na Cmentarzu Wojskowym na Powązkach

- Order Sztandaru Pracy I klasy (1964)
- Order Sztandaru Pracy II klasy (1958)
- Krzyż Komandorski Orderu Odrodzenia Polski (1971)
- Krzyż Oficerski Orderu Odrodzenia Polski (1954)
- Srebrny Krzyż Zasługi (1947)
- Medal „Za udział w walkach o Berlin” (1971)
- Medal 10-lecia Polski Ludowej (1954)
- Złoty Medal „Siły Zbrojne w Służbie Ojczyzny” (1968)
- Srebrny Medal Siły Zbrojne w Służbie Ojczyzny
- Brązowy Medal Siły Zbrojne w Służbie Ojczyzny
- Brązowy Medal „Za zasługi dla obronności kraju” (1970)
- Order Sławy (1973)
- Medal „Za Odwagę” (1942)
- Medal „Za zasługi bojowe” (1942)
- Medal „Za obronę Moskwy” (1943)
- Medal „Za zwycięstwo nad Niemcami w Wielkiej Wojnie Ojczyźnianej 1941–1945” (1945)